# ホンダ・SH50
SH50（えすえいち50）は、本田技研工業が製造販売していたスクーターである。販売呼称には、SH Fifty、City Express、Scoopyも用いられた。定評があるスーパーカブと同じ前後16inの車輪を装着してい、この大経車輪が今日まで続くSH Scoopyの特徴となった。
1984年に発売されたSH50は、欧州連合の運転免許斉一化に向けた「1991年共同体運転免許証の導入に関する指令」によって、1996年ごろから域内の四輪自動車運転免許所持者が125cm3以下の自動二輪車も運転できるようになるまで、50cm3以下の市場で最も人気があった機種だった。

## 第一世代
1984年型から1986年型まではベルギー・ホンダ・モーターが生産を担い、この機種を英国でE型と呼ぶ例がある。1987年型から1995年型まではスペインのモンテッサ・ホンダが生産を担い、この機種を英国でH型などと呼ぶ例がある。106,780台が生産された。

## 第二世代
全面改良された1996年型から2001年型まではホンダ・イタリア・インダストリアーレが生産を担い、この機種を本田技研工業はAF40と呼称している。
2001年に125cm3専用設計のSH125（JF09）が発売され、絶版となった。
1998年型
- イタリア - 車体塗色はAtessa Blue、Fathom Blue Grey、Bottle Green、Pasta Green及びFury Redの5色。

1999年型
- イタリア - 車体塗色はBlack、Fury Red、Bottle Green、Pasta Green、 Atessa Blu及びSparkling Redの6色。

2000年型
- イタリア - EU圏内統一排出ガス規制のEURO1に適合した。車体塗色はFury Red、Tirreno Blue、Black、Bottle Green、Pasta Green及びWinter Lake Blue Metallicの6色。

2001年型
- イタリア - 座席下の荷掛鉤を改良した。車体塗色はAccurate Silver Metallic、Navona Beige Metallic、Ross White、Tirreno Blue、Black及びSparkling Redの6色。

## 脚註

### 註釈
1. ↑  「1991年共同体運転免許証の導入に関する指令」による運転免許斉一化は、加盟各国の国情により定められた期限より遅れ、英国及びスペインは1997年、ベルギーでは1998年であった[12]。
2. ↑  本田技研工業はイタリアにおける現地製造法人「Honda Italia Industriale S.p.A.」を「ホンダ・イタリア・インダストリアーレ」と邦訳している[21]。